# Lough Derg, North-east Shore SAC
Lough Derg, North-east Shore SAC este o arie protejată (arie specială de conservare — SAC, sit de importanță comunitară — SCI) din Irlanda întinsă pe o suprafață de 3.652,8 ha, integral pe uscat.

## Localizare
Centrul sitului Lough Derg, North-east Shore SAC este situat la coordonatele 53°02′11″N 8°15′21″W / 53.036312°N 8.255886°V.

## Înființare
Situl Lough Derg, North-east Shore SAC a fost declarat sit de importanță comunitară în ianuarie 2002 pentru a proteja 11 specii de animale. Situl a fost protejat și ca arie specială de conservare în februarie 2018.

## Biodiversitate
Situată în ecoregiunea atlantică, aria protejată conține 6 habitate naturale: Formațiuni de Juniperus communis pe lande sau pajiști calcaroase, Mlaștini calcaroase cu Cladium mariscus și specii de Caricion davallianae, Mlaștini alcaline, Lespezi calcaroase, Păduri aluvionare cu Alnus glutinosa și Fraxinus excelsior (Alno-Padion, Alnion incanae, Salicion albae), Păduri de Taxus baccata din Insulele Britanice.
La baza desemnării sitului se află mai multe specii protejate de  păsări (11): rață pitică (Anas crecca), rață fluierătoare (Anas penelope), rață mare (Anas platyrhynchos), Anser albifrons flavirostris, rață-cu-cap-castaniu (Aythya ferina), rața moțată (Aythya fuligula), Bucephala clangula, lișiță (Fulica atra), cormoran mare (Phalacrocorax carbo), chiră de baltă (Sterna hirundo), nagâț (Vanellus vanellus).
Pe lângă speciile protejate, pe teritoriul sitului au mai fost identificate 3 specii de plante, 1 specie de păsări, 1 specie de amfibieni, 4 specii de mamifere, 2 specii de nevertebrate, 1 specie de pești.